# Stadttheater Bad Hall

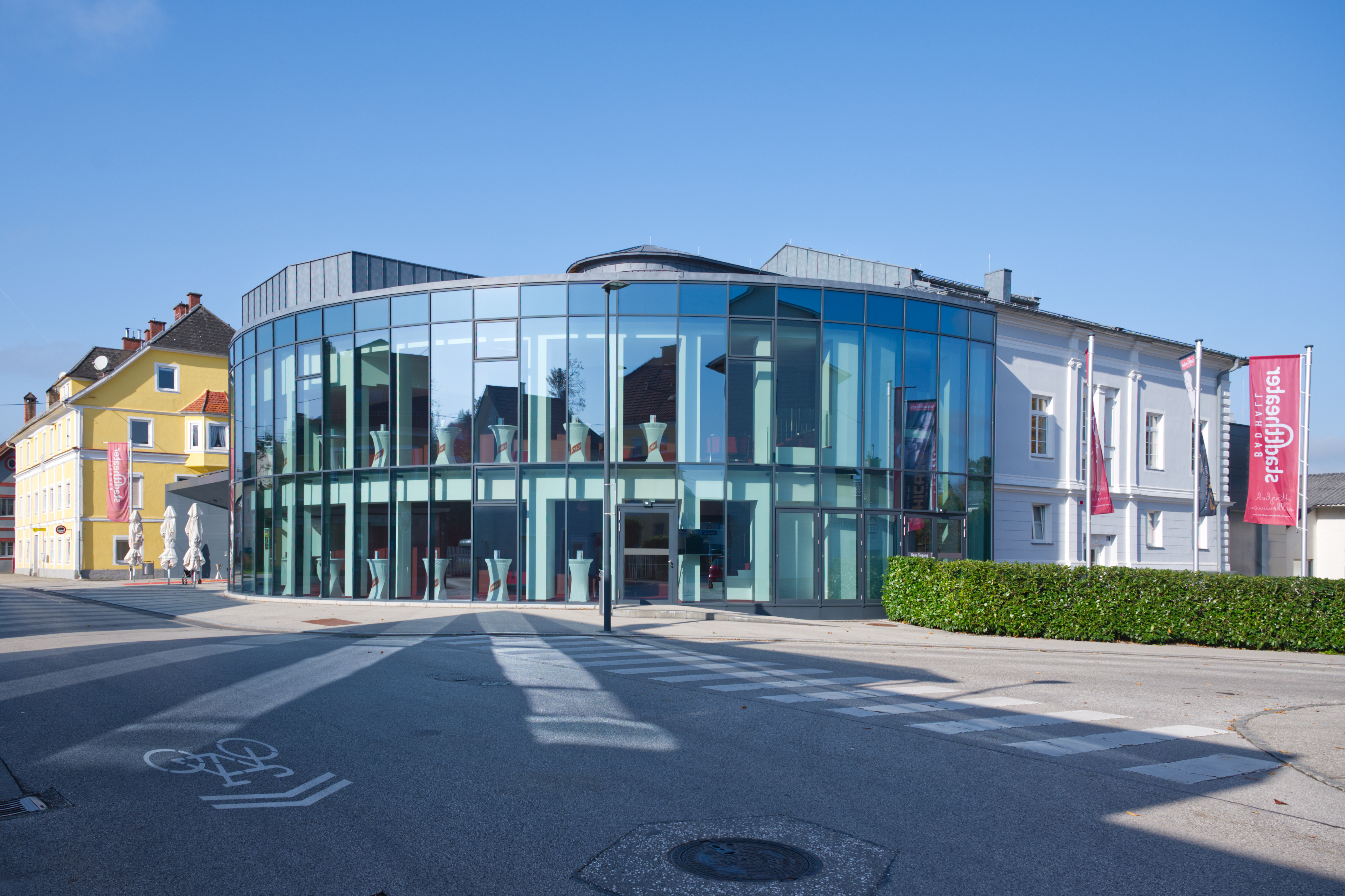
Stadttheater Bad Hall

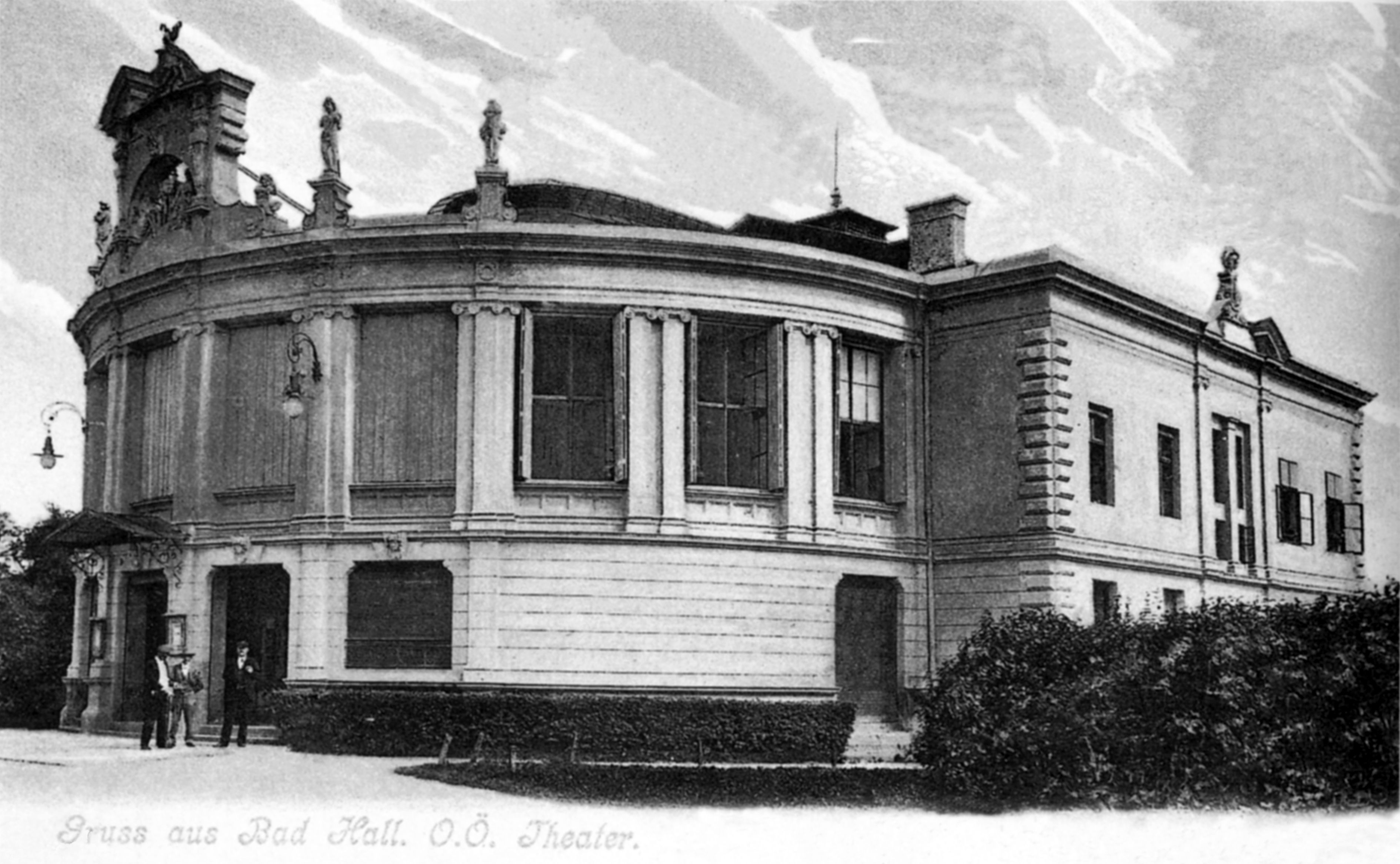
Das Stadttheater Bad Hall im Jahre 1904

Das Stadttheater Bad Hall ist ein Theater in der Stadtgemeinde Bad Hall in Oberösterreich.

## Geschichte
Bereits 1871 gab es ein hölzernes Sommertheater, die Arena im Kurpark. Das heutige Stadttheater in der Steyrerstraße wurde 1884 eröffnet und im Lauf der Zeit mehrmals umgebaut.
Berühmte Künstler wie z. B. Paul Hörbiger, Marcel Prawy, Otto Schenk, Peter Alexander, Udo Jürgens oder Adolf Dallapozza traten hier auf.
Seit 1987 bestehen die Operettenfestspiele Bad Hall und seit 1998 wird auch Musical regelmäßig gespielt. Das Theater dient ferner für Konzerte und Kabarettaufführungen.